# Isabel Oliva i Prat
Isabel Oliva i Prat (Girona, 27 de novembre de 1924) és una mestra i, més tard, poeta catalana, que escrigué sota el pseudònim d'Abelaïs.
Va estudiar Magisteri i música, i va exercir la seva feina en l'ensenyament, en diversos centres i, durant molts anys, a l’escola de Font de la Pólvora de Girona.
El seu primer llibre es va publicar a l'edat de setanta-quatre anys, però des d'aquell moment va tenir una bona acollida per part de la crítica i va rebre diversos premis. Conrea una poesia profundament arrelada a l'experiència vital personal i col·lectiva, on predomina la preocupació per la memòria, el paisatge, la soledat i l'art com a tret fonamental de l'expressió humana.

## Poesia publicada
- Terra de fang (2000)[2]
- Jardí retrobat (recull, 2002)[2]
- Fil de vidre (recull, 2003)[4]
- El Fil de sorra - Haikús (2004)
- L'instant de l'àngel (poemari, 2004)[2]
- Contrallum amb orquídia (2005)[5]
- Col·leccionista de tardes (poemari, 2007)[4]
- L'estoig del violí (2008)[5]
- Ària per a una sola corda (2011)[2]
- L'obrador del vitraller (2011)
- La capsa carmesí (2012)
- Les guardes del ventall (2012)
- L'últim revolt de la paraula (2013)
- Crepuscles sobre el Moldava (2015)
- Passeig d'hivern (2016)
- Temps d'Aram (2018)
- Llum a les golfes [pàg. 85 i 86] - col·laboració en antologia haikús de Sam Abrams. (Gener 2019)
- La persistència de la memòria (2020). Editorial Témenos
- Una talaia sota els núvols (2023). Editorial Témenos
- Baix continu (2024). edita ARBAR
- Vinc de molt lluny : antologia poètica (2025). Edicions Trípode, SL

## Premis
- 2000: Terra de Fang de Deltebre per Laberint de Dèdal[2]
- 2001: Guillem Viladot per Clau de silenci[2]
- 2001: Mossèn Narcís Saguer de poesia de Vallgorguina per Jardí retrobat[2]
- 2001: Rafael Sari de l'Alguer per Alfacs desolats[2]
- 2002: Maria Oleart d'Alella per Fil de vidre[4]
- 2002: Àncora -premi "Margarida Wirsing" de Sant Feliu de Guixols per Tema amb variacions
- 2004: Joan Teixidor d'Olot (Haikus) per Rellotge de vidre en Fil de sorra
- 2004: Ajuntament de Sant Gregori- premis Sant Gregori- per Quadern de botànica
- 2004: Viatge d'hivern (Premi ex aequo de Poesia Enric Gall d'Òmnium Cultural de Terrassa
- 2004. Jocs Florals per a Gent Gran. premi Viola - ACA (Assoc. Coordinadora per a Gent gran) de Barcelona.
- 2005: Mossèn Narcís Saguer de poesia de Vallgorguina per Contrallum amb orquídies
- 2006: V Certamen de Poesia breu d'Olot -Obra Social de la Caixa- finalista per Petites notes als marges
- 2008: Goleta i Bergantí del Masnou per l'Estoig del violí
- 2009: finalista i menció especial al I premi Jordi Pàmias de Guissona per Variacions Goldberg
- 2010: Jacint Verdaguer de Calldetenes - Ajuntament i Delegació d'Osona de Omnium Cultural-. per Les guardes del ventall
- 2011: Josep Fàbregas Capell de Vila de Sallent per La Capsa Carmesí
- 2011: Amics del Montseny de Viladrau per Paradís retrobat
- 2012: Jocs Florals de Calella (Bcn). Premi Francesc Castelles per Els àngels organistes
- 2013: Miquel Arimany de Masies de Roda per L'últim revolt de la paraula
- 2014: Premi Unesco Girona. Premis literaris.
- 2015: Premis Recvll de Blanes -premi Benet Ribas- per Passeig d'Hivern
- 2016: Jocs Florals de Calella (Bcn) Premi Francesc Castells per Trompe l'oeil
- 2018. Ateneu d'Acció Cultural (ADAC) de Girona. Concessió del Premi de Normalització Lingüística. 32a. edició. Auditori Irla de la Generalitat de Catalunya a Girona. 1 de juny de 2018.

## Reconeixement
Des de 2021, l'auditori de l'Espai Cívic Mercadal, de Girona, porta el nom de Sala d’actes Isabel Oliva.